# Lotononis angustifolia
Lotononis angustifolia är en ärtväxtart som först beskrevs av Ernst Meyer, och fick sitt nu gällande namn av Ernst Gottlieb von Steudel. Lotononis angustifolia ingår i släktet Lotononis och familjen ärtväxter. Inga underarter finns listade i Catalogue of Life.